# SOC & FOC
SOC & FOC est une maison d'édition indépendante associative française créée à La Meilleraie-Tillay (Vendée), en 1979.
Elle édite des textes courts (essentiellement de la poésie) le plus souvent illustrés.
C'est une association déclarée immatriculée siren numéro 414-655-043 et non tenue de publier ses comptes annuels.

## Auteurs publiés
Les principaux auteurs publiés sont : Pierre Menanteau (1895-1992) dont SOC & FOC a réédité l'intégrale de l'œuvre poétique, mais aussi des poètes contemporains : Joël Sadeler, Michel Lautru, Luce Guilbaud, Jean-Claude Touzeil, Gilles Brulet, Pascale Albert, Jean-Pierre Sautreau, Gaston Herbreteau, Claude Burneau, Lise Lundi-Cassin, Clod'aria, Jean Foucault, Isabelle Guigou, Catherine Leblanc, Jacques Thomassaint, Philippe Catinat, Chantal Couliou, Patrick Joquel, Roland Nadaus, Florian Chantôme, Annie Briet, Anne Poiré...
Parmi les illustrateurs on compte des artistes plasticiens comme  Patrick Guallino, Hervé Gouzerh, Jean-Louis Pérou, Claudine Gabin, point*point, Johanne de Monès, Agnès Caillou, Marlène Lebrun, Jean-Claude Luez, Gyom, Jacques Trichet, Claudine Loquen, Christian Berjon, Sofie Vinet, Nathalie de Lauradour, Nelly Buret, Fanny Millard, Louttre.B, Sophie Clothilde, Cyrille Laurent ...

## Prix
SOC et FOC a vu plusieurs de ses publications récompensées à l'occasion du Prix poésie des lecteurs de Lire et faire lire,